# Prêmio Jovem Brasileiro 2019
O Prêmio Jovem Brasileiro 2019 foi a 18ª e última edição do Prêmio Jovem Brasileiro. Aconteceu no dia 1 de outubro de 2019 no Memorial da América Latina, em São Paulo, foi apresentado por Carlinhos Maia com a co-apresentação de Guto Melo. Entre os premiados estão Anitta, Felipe Neto, Larissa Manoela e Maisa. 

## Indicados e vencedores
Neste ano cada categoria teve dois vencedores, um pelo voto do público e outro pelo voto do juri técnico.

## Música

### Melhor Cantor
- Luan Santana
  - Gustavo Mioto
  - Gusttavo Lima
  - Jão
  - Kevinho

### Melhor Cantora
- Anitta
  - Iza
  - Luísa Sonza
  - Marília Mendonça
  - Naiara Azevedo

### Melhor Dupla
- Simone & Simaria
  - Maiara & Maraisa
  - Matheus & Kauan
  - Sandy & Júnior
  - Zé Neto & Cristiano

### DJ
- Alok
- Barbara Labres
  - Dennis DJ
  - Henrique de Ferraz
  - Pedro Sampaio

### Hit do Ano
- "Solteiro Não Trai" – Gustavo Mioto
  - "Agora é Tudo Meu" – Dennis DJ ft. Kevinho
  - "Provocar" – Lexa ft. Gloria Groove
  - "Terremoto" – Anitta & Kevinho
  - "Vingança" – Luan Santana ft. MC Kekel

### Feat do Ano
- "Terremoto" – Anitta & Kevinho
  - "Ao Vivo e A Cores" – Matheus & Kauan ft. Anitta
  - "Eu Só Preciso Ser" – Sandy ft. Iza
  - "Qualidade de Vida" – Simone & Simaria ft. Ludmilla
  - "Sofazinho" – Luan Santana ft. Jorge & Mateus

### Melhor Clipe
- "Brisa" – Iza
  - "Não Perco Meu Tempo" – Anitta
  - "Coisa Boa" – Gloria Groove
  - "Sofazinho" – Luan Santana ft. Jorge & Mateus
  - "Solteiro Não Trai" – Gustavo Mioto

### Aposta do PJB
- Jonas Esticado
- Carol Biazin
  - Clau
  - Day
  - Breno & Caio Cesar

## Na TV

### Melhor Ator
- Caio Castro
  - Chay Suede
  - João Guilherme
  - Matheus Ueta
  - Nicolas Prattes

### Melhor atriz
- Juliana Paiva
  - Larissa Manoela[2]
  - Bruna Marquezine
  - Maisa Silva
  - Marina Ruy Barbosa

### Melhor Programa
- Programa da Maisa
  - + Show
  - As Aventuras de Poliana
  - Lady Night
  - The Noite

### Apresentador
- Maisa Silva
- Rodrigo Faro
  - Danilo Gentili
  - Eliana
  - Tatá Werneck

### Make
- Flávia Pavanelli [3]
  - Boca Rosa
  - Flávia Viana
  - Franciny Ehlke
  - Mari Maria

### Melhor Rolê
- Naiara Azevedo Show
- Open Farra
- Villa Mix
  - Anitta Show
  - Ivete Sangalo Show

### Influencer Fitness
- Carol Peixinho
- Lucas Lucco
  - Jade Froes
  - JP Gadelha
  - Mari Gonzalez

### Influencer de Games
- Cherryrar
- T3ddy
  - Bibi Tatto
  - Matheus Ueta
  - Rezende

## Info
- Os vencedores estão em Negrito.